# Olympic Green Tennis Centre
L'Olympic Green Tennis Centre (北京奧林匹克公園網球場T, 北京奧林匹克公園網球中心S, Běijīng Àolínpǐkè Gōngyuán WǎngqiúchǎngP) è un impianto tennistico situato nell'Olympic Green di Pechino. Inaugurato il 1º ottobre 2007, ha ospitato il torneo di tennis della XXIX Olimpiade e delle XIII Paralimpiadi.
Il centro copre un'area di 41,22 acri (16,68 ha) con una superficie di 285 394 piedi quadri (26 514 m²) e comprende 10 campi da gara a e 6 da allenamento, con una capacità di 17 400 posti.